# Lomotion
Die Lomotion AG ist eine unabhängige Schweizer Filmproduktionsfirma mit Sitz in Bern.

## Geschichte
Die Lomotion AG wurde 2001 von Louis Mataré und David Fonjallaz gegründet. Das Unternehmen beschäftigt acht Festangestellte und besitzt eine eigene Produktionsinfrastruktur einschliesslich Postproduktion.
Die Lomotion ist national und international in der Entwicklung und Realisierung von Dokumentar- und Spielfilmen sowie Serien und ausgewählten Auftragsproduktionen tätig. Bis 2014 hat sie über 400 Projekte in den Bereichen Werbe- und Industriefilm realisiert. Seit 2015 werden vorwiegend unabhängige Produktionen realisiert, unter anderem die italienische Koproduktion «Spira Mirabilis», die ihre Premiere 2016 im internationalen Wettbewerb an den Filmfestspielen in Venedig feierte.
Neben diesen unabhängigen Produktionen arbeitet Lomotion eng mit dem Schweizer Fernsehen zusammen. So wurden die drei Staffeln der SRF-Serie «Experiment Schneuwly» produziert und mehrere TV-Dokumentarfilme realisiert.

## Filmografie (Auswahl)
- 2025: Don’t Let the Sun (Catch You Crying) – von Jacqueline Zünd
- 2025: Traces of What Remains  – von Lisa Blatter
- 2025: Open my Mind – von Marcel Wyss
- 2024: Het Mirakel van Almeria – Collective Work
- 2024: Bestiari, Erbari, Lapidari – von Martina Parenti, Massimo D'Anolfi
- 2024: Alpha. – von Jan-Willem van Ewijk
- 2023: Antier Noche – von Alberto Martín Menacho
- 2023: Zimmerwald – von Valeria Stucki
- 2023: Queer Glauben – von Madeleine Corbat
- 2023: Mitgefangen – von Annina Furrer
- 2022: Für immer Sonntag – von Steven Vit, Produzenten: Louis Mataré, David Fonjallaz
- 2022: Das Maddock Manifest – von Dimitri Stapfer, Produzenten: Louis Mataré, David Fonjallaz
- 2020: Beyto – Spielfilm von Gitta Gsell, Produzenten: Magdalena Welter, Louis Mataré, David Fonjallaz
- 2020: Guerra e Pace – Dokumentarfilm von Massimo D’Anolfi, Martina Parenti, Produzenten: Massimo D’Anolfi, Martina Parenti, Louis Mataré, David Fonjallaz
- 2019: Naïma – Dokumentarfilm von Tamara Milosevic, Produzenten: Louis Mataré, David Fonjallaz
- 2018: Energiepioniere – Dokumentarfilm von Samuel Stefan, Produzenten: Louis Mataré, David Fonjallaz
- 2017: Lasst die Alten sterben – Spielfilm von Juri Steinhart, Produzenten: David Fonjallaz, Louis Mataré
- 2017: Encordés – Dokumentarfilm von Frédéric Favre, Produzenten: David Fonjallaz, Louis Mataré
- 2016: Spira Mirabilis – Dokumentarfilm von Massimo D’Anolfi, Martina Parenti, Produzenten: Massimo D’Anolfi, Martina Parenti, Louis Mataré, David Fonjallaz
- 2016: Wilde Oasen – Dokumentarfilm von Karin Bachmann, Produzenten: David Fonjallaz, Louis Mataré
- 2016: La cinquième part – Kurzfilm von Moïra Pitteloud, Produzenten: David Fonjallaz, Louis Mataré
- 2015: Die neue Achtsamkeit – Dokumentarfilm von Samuel Stefan, Produzent: Louis Mataré
- 2015: Cyclique – Dokumentarfilm von Frédéric Favre, Produzent: David Fonjallaz, Louis Mataré
- 2015: Gossenreiter – Dokumentarfilm von Marcel Wyss, Produzent: Louis Mataré
- 2015: Spooky und Linda – Kurzfilm von Christian Wehrlin, Produzenten: David Fonjallaz, Louis Mataré
- 2014–2019: Experiment Schneuwly – Doku-Soap von Juri Steinhart, Produzenten: Louis Mataré, David Fonjallaz
- 2012: Work Hard Play Hard – Dokumentarfilm von Marcel Wyss, Produzent: Louis Mataré
- 2011: Ich – Kurzfilm von David Fonjallaz, Produzent: Louis Mataré
- 2011: Endlich Chef – Dokumentarfilm von Jeanne Berthoud, Produzent: Louis Mataré
- 2008: Höhenflug – Dokumentarfilm von Roman Droux, Produzent: Louis Mataré
- 2007: Frau Mercedes – Dokumentarfilm von David Fonjallaz, Simon Jäggi, Louis Mataré, Produzent: Louis Mataré